# Mullinia
Mullinia es un género de foraminífero bentónico de la familia Alfredinidae, de la superfamilia Asterigerinoidea, del suborden Rotaliina y del orden Rotaliida. Su especie tipo es Mullinia rara. Su rango cronoestratigráfico abarca el Holoceno.

## Clasificación
Mullinia incluye a la siguiente especie:
- Mullinia rara